# 備前夕子
備前 夕子（びぜん ゆうこ、1975年8月6日 - 2015年6月3日）は、日本の元バレーボール選手。

## 来歴
神奈川県厚木市出身。
八王子実践高校2年生の時春高バレー優勝を経験。1994年日立に入団。同年アジアジュニア女子選手権に出場し、スパイク賞、サーブ賞、サーブレシーブ賞を獲得。同年第1回Vリーグ新人賞を獲得した。
1998年6月に日立を退団し、同年10月にオレンジアタッカーズに移籍。1999年に退団した。
現役引退後は結婚して4児の母となっていたが、2015年6月3日に肝臓病のため死去。39歳没。

## 所属チーム
- 八王子実践高等学校
- 日立ベルフィーユ（1994-1998年）
- オレンジアタッカーズ（1998-1999年）

## 受賞歴
- 1994年 - 第1回Vリーグ 新人賞